# Veaceslav Gojan
Veaceslav Gojan (* 18. května 1983 Grimăncăuți) je bývalý moldavský boxer. Je amatérským mistrem Evropy v bantamové váze (do 54 kg) z roku 2011 a držitel evropského stříbra v muší váze (do 48 kg) z roku 2002. Na olympijských hrách v Pekingu roku 2008 vybojoval v bantamové váze bronz. Získal tak pátou olympijskou medaili v dějinách samostatného Moldavska. V letech 2011-2013 působil v profesionálním ringu (World Series of Boxing). Nastoupil k deseti utkáním, v sedmi zvítězil, ve třech prohrál. Pak se vrátil k amatérům, svůj poslední zápas odboxoval v Ústí nad Labem proti Miroslavu Gorolovi. Byl členem klubu Dinamo Kišiněv. 